# Jérôme Potier
Jérôme Potier (Rennes, 18 luglio 1962) è un ex tennista francese.

## Carriera
In carriera ha raggiunto due finali nel singolare e una nel doppio. Nei tornei del Grande Slam ha ottenuto il suo miglior risultato raggiungendo il terzo turno nel singolare all'Open di Francia nel 1985 e nel 1989 e agli Australian Open nel 1988, e nel doppio all'Open di Francia nel 1989.

## Statistiche

### Singolare

#### Finali perse (2)
| Numero | Anno           | Torneo           | Superficie  | Avversario in finale | Punteggio |
| 1.     | 17 aprile 1988 | ATP Nizza, Nizza | Terra rossa | Henri Leconte        | 2-6, 2-6  |
| 2.     | 23 aprile 1989 | ATP Nizza, Nizza | Terra rossa | Andrej Česnokov      | 4-6, 4-6  |

### Doppio

#### Finali perse (1)
| Numero | Anno           | Torneo                       | Superficie  | Compagno | Avversari in finale        | Punteggio     |
| 1.     | 27 maggio 1990 | ATP Bologna Outdoor, Bologna | Terra rossa | Jim Pugh | Gustavo Luza Udo Riglewski | 6-7, 6-4, 1-6 |